# Bush Bucks Football Club
Il Bush Bucks Football Club è una società calcistica sudafricana, con sede nella città di Mthatha. Milita nella Second Division, la terza serie del campionato sudafricano.

## Storia
Il club fu fondato nel 1957 a Mthatha, nella provincia dell'Eastern Cape, da un gruppo di appassionati locali guidati dal dottor Luswazi. Originariamente ispirato al Liverpool FC, il club adottò i colori nero e giallo, diventando nel tempo una realtà significativa nel calcio non razziale sudafricano.
Negli anni '80, con l’introduzione della National Soccer League, il Bush Bucks divenne uno dei club protagonisti della nuova lega.
Nel 1984, il Bush Bucks si trasferì da Mthatha a Durban, assumendo ufficialmente il nome di Durban Bush Bucks. Questo cambiamento avvenne in concomitanza con l’evoluzione del calcio sudafricano verso un sistema più inclusivo e nazionale, dopo decenni di segregazione sportiva durante l’apartheid.
Nel 1985, con l’istituzione della National Soccer League (NSL), prima lega calcistica non razziale del paese, il Durban Bush Bucks partecipò alla stagione inaugurale. Il club fu allenato da Clive Barker e riuscì a conquistare subito il titolo nazionale, superando in classifica club storici come Manning Rangers e Bloemfontein Celtic.
La vittoria del campionato 1985 rappresentò un evento storico per il club e per l’intero calcio sudafricano, sancendo il successo di una squadra composta da giocatori di tutte le etnie in un contesto sportivo finalmente unificato.
Durante gli anni ’90, il club si stabilizzò nella massima divisione, raggiungendo il terzo posto nel 1994. Con la nascita della Premier Division nel 1996, i Bush Bucks terminarono quarti nella stagione inaugurale 1996-97, guidati dall'attaccante Wilfred Mugeyi, che fu capocannoniere con 22 reti.
Nel 2002-2003 il club retrocesse dalla Premier Division ma ottenne una pronta promozione vincendo la National First Division nella stagione successiva. Dopo un altro biennio nella massima serie, retrocesse nuovamente nel 2005-06.
Nel 2007, l'imprenditore Sturu Pasiya acquistò i diritti sportivi del Lion City FC e rifondò i Bush Bucks nella Second Division (Sudafrica). Tuttavia, nel 2019 Pasiya fu condannato a cinque anni di reclusione per reati fiscali, causando un momento di crisi per il club.
Dal 2018 al 2024, i Bush Bucks hanno militato nel girone Eastern Cape della Second Division, con risultati alterni. Dopo un periodo a East London, il club ha fatto ritorno alla sua sede originaria di Mthatha prima della stagione 2022-23.

## Cronistoria
- 1957 - Fondazione del Bush Bucks F.C..
- 1958-1987 - ...
- 1988 - 17º in National Soccer League. Retrocesso in National First Division.
- 1989 - ...
- 1990 - 7º in National Soccer League.
- 1991 - 4º in National Soccer League.
- 1992 - 17º in National Soccer League.
- 1993 - 5º in National Soccer League.
- 1994 - 3º in National Soccer League.
- 1995 - 6º in National Soccer League.
- 1996-1997 - 4º in Premier Division.
- 1997-1998 - 6º in Premier Division.
- 1998-1999 - 9º in Premier Division.
- 1999-2000 - 13º in Premier Division.
- 2000-2001 - 10º in Premier Division.
- 2001-2002 - 15º in Premier Division.
- 2002-2003 - 15º in Premier Division. Retrocesso in National First Division.
- 2003-2004 - 1º in National First Division. Promosso in Premier Division.
- 2004-2005 - 11º in Premier Division.
- 2005-2006 - 15º in Premier Division. Retrocesso in National First Division.
- 2006-2017 - ...
- 2018-2019 - 14º nell'Eastern Cape Stream di Second Division.
- 2019-2020: 4º nell'Eastern Cape Stream di Second Division.
- 2020-2021: 4º nell'Eastern Cape Stream A in Second Division.
- 2021-2022: 5º nell'Eastern Cape Stream A di Second Division.
- 2022-2023: 8º nell'Eastern Cape Stream A  in Second Division.
- 2023-2024: 6º nell'Eastern Cape Stream A di Second Division.

## Palmarès

### Competizioni nazionali
- National Soccer League: 1

1985
- National First Division: 1

2003-2004

### Altri piazzamenti
- 3º posto in National Soccer League: 1994
- 4º posto in Premier Division: 1996-1997
- 5º posto in National Soccer League: 1993